# Bisbat de Livorno
El bisbat de Livorno - diocesi di Livorno (italià); Dioecesis Liburnensis (llatí) - és una seu de l'Església catòlica, sufragània de l'arquebisbat de Pisa, que pertany a la regió eclesiàstica Toscana. El 2013 tenia 190.329 batejats d'un total 202.477 habitants. Actualment està regida pel bisbe Simone Giusti.

## Territori

Mapa de la diòcesi

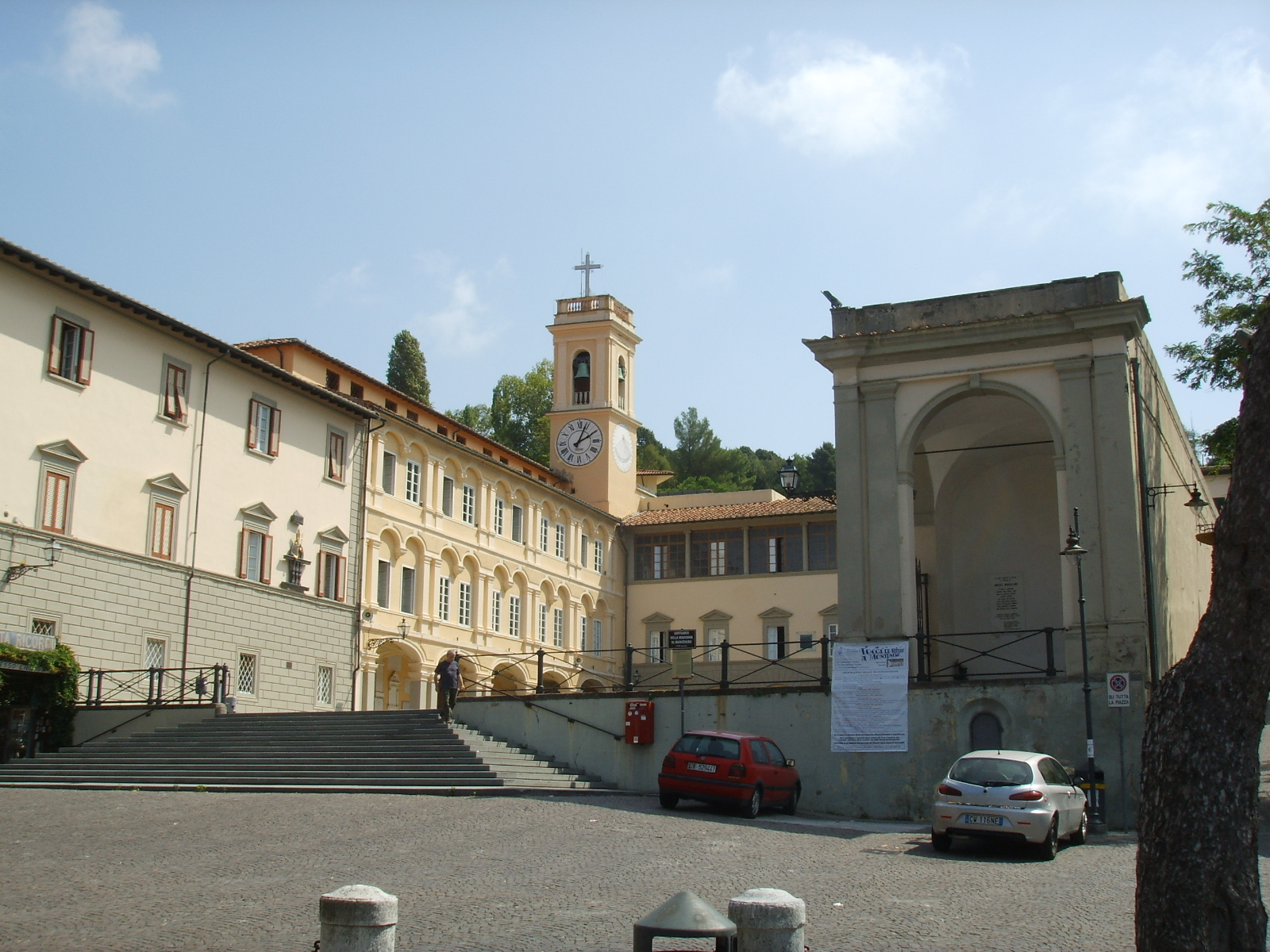
El santuari de la Madonna delle Grazie de Liorna

La diòcesi comprèn els municipis de Liorna, Rosignano Marittimo, Capraia Isola i part del territori municipal de Collesalvetti (Stagno, Colognole, Guasticce, Castell'Anselmo, Nugola, Parrana San Giusto, Parrana San Martino).
La seu episcopal és la ciutat de Liorna, on es troba la catedral de San Francesco
El territori s'estén sobre 250 km², i està dividit en 48 parròquies.

## Història
La primera notícia d'una organització eclesiàstica a Livorno es remunta al segle xii, quan, a una butlla del Papa Innocenci II és mencionat el Castrum et Curtem de Livorna, i en un document posterior se cita el pieve (és a dir, església amb baptisteri) de Santa Maria.
El 1066 Livorno obtingué el títol de ciutat i el 1629 l'església de San Francesco, que posteriorment esdevindria la catedral, va rebre el grau de col·legiata.
Durant tot el segle xviii es van fer esforços per tal que la ciutat fos regida pel seu propi bisbe, mitjançant peticions i súpliques per part de la comunitat civil i del clergat local. Va ser només amb l'ajut de Maria Lluïsa d'Espanya reina regent d'Etrúria, que s'aconseguí la institució de la diòcesi de Livorno amb la butlla Militantis Ecclesiae publicada pel Papa Pius VII el 25 de setembre de 1806. La nova diòcesi esdevingué sufragània de l'arxidiòcesi de Pisa.
A la butlla d'erecció el Papa confirmava la voluntat d'erecció de la diòcesi, malgrat la dissensió i la contrarietat manifestada pel capítol de la catedral de Pisa, de San Miniato i de Volterra, de les quals la nova diòcesi treia el seu territori. Per qüestions burocràtiques i per qüestions limítrofes, l'execució de la butlla no es va realitzar completament i el primer bisbe, Filippo Ganucci, va prendre possessió amb només 13 de les 31 diòcesis establertes a la Militantis Ecclesiae; la resta, avui, encara no han estat assignades a la diòcesi livornesa.
Inicialment el territori diocesà no comprenia l'illa de Capraia, que va ser annexada a Livorno el 1975, sostraient-la a l'arxidiòcesi de Gènova.
S'han celebrat tres sínodes a la diòcesi: dos van ser convocats durant l'episcopat de Giovanni Piccioni, el 1927 i el 1938; el tercer va ser celebrat pel bisbe Alberto Ablondi el 1984.
El 14 de setembre de 2007 l'administrador diocesà Paolo Razzauti assentí, per primera vegada a la història de la diòcesi, a celebrar a la catedral el funeral oficial pel clergat ortodox, en ritu bizantí i en llengua romanesa dels quatre infants romanís morts a Livorno en l'incendi de la seva barraca l'11 d'agost de 2007.

## Episcopologi
- Filippo Ganucci † (6 d'octubre de 1806 - 12 de febrer de 1813 mort)
  - Sede vacante (1813-1821)
- Angiolo Maria Gilardoni † (13 d'agost de 1821 - 23 de juny de 1834 nomenat bisbe de Prato i Pistoia)
- Raffaello De Ghantuz Cubbe † (23 de juny de 1834 - 2 de desembre de 1840 mort)
  - Sede vacante (1840-1872)[4]
- Giulio Metti, C.O. † (29 de juliol de 1872 - 4 de setembre de 1874 mort)
- Raffaele Mezzetti † (21 de desembre de 1874 - 13 d'agost de 1880 renuncià)
- Remigio Pacini † (20 d'agost de 1880 - 6 de gener de 1886 mort)
- Leopoldo Franchi † (7 de juny de 1886 - 24 de març de 1898 renuncià)
- Giulio Matteoli † (24 de març de 1898 - 25 de juliol de 1900 mort)
- Sabbatino Giani † (17 de desembre de 1900 - 18 de febrer de 1921 mort)
- Giovanni Piccioni † (13 de juny de 1921 - 10 de febrer de 1959 mort)
- Andrea Pangrazio † (10 de febrer de 1959 - 4 d'abril de 1962 nomenat arquebisbe de Gorizia e Gradisca)
- Emilio Guano † (27 d'abril de 1962 - 26 de setembre de 1970 mort)
- Alberto Ablondi † (26 de setembre de 1970 - 9 de desembre de 2000 jubilat)
- Diego Coletti (9 de desembre de 2000 - 2 de desembre de 2006 nomenat bisbe de Como)
- Simone Giusti, dal 2 de desembre de 2007

## Demografia
A finals del 2013, la diòcesi tenia 190.329 batejats sobre una població de 202.477 persones, equivalent 94,0% del total.
| any  | població | població | població | sacerdots | sacerdots       | sacerdots       | sacerdots             | diaques | religiosos | religiosos | parroquies |
| ---- | -------- | -------- | -------- | --------- | --------------- | --------------- | --------------------- | ------- | ---------- | ---------- | ---------- |
| any  | batejats | total    | %        | total     | clergat secular | clergat regular | batejats por sacerdot | diaques | homes      | dones      |            |
| 1950 | 162.000  | 165.000  | 98,2     | 92        | 55              | 37              | 1.760                 |         | 42         | 540        | 39         |
| 1968 | 200.000  | 204.000  | 98,0     | 152       | 70              | 82              | 1.315                 |         | 118        | 732        | 46         |
| 1980 | 213.700  | 215.800  | 99,0     | 137       | 75              | 62              | 1.559                 | 1       | 67         | 621        | 49         |
| 1990 | 222.000  | 225.000  | 98,7     | 127       | 66              | 61              | 1.748                 | 7       | 64         | 530        | 52         |
| 1999 | 190.000  | 212.753  | 89,3     | 107       | 60              | 47              | 1.775                 | 18      | 57         | 465        | 49         |
| 2000 | 190.000  | 211.997  | 89,6     | 101       | 62              | 39              | 1.881                 | 19      | 40         | 458        | 49         |
| 2001 | 189.800  | 211.676  | 89,7     | 102       | 64              | 38              | 1.860                 | 19      | 38         | 454        | 49         |
| 2002 | 189.000  | 200.519  | 94,3     | 97        | 60              | 37              | 1.948                 | 18      | 38         | 401        | 48         |
| 2003 | 189.000  | 200.593  | 94,2     | 108       | 69              | 39              | 1.750                 | 18      | 42         | 390        | 46         |
| 2004 | 189.602  | 195.972  | 96,7     | 112       | 69              | 43              | 1.692                 | 19      | 50         | 388        | 46         |
| 2013 | 190.329  | 202.477  | 94,0     | 90        | 57              | 33              | 2.114                 | 24      | 36         | 380        | 48         |